# Övörkhangay
Övörkhangay ou Övörhangay (em mongol:  Өвөрхангай) é uma província da Mongólia. Sua capital é Arvaikheer.

## Distritos
Övörkhangay está subdividido em 19 distritos (sums):

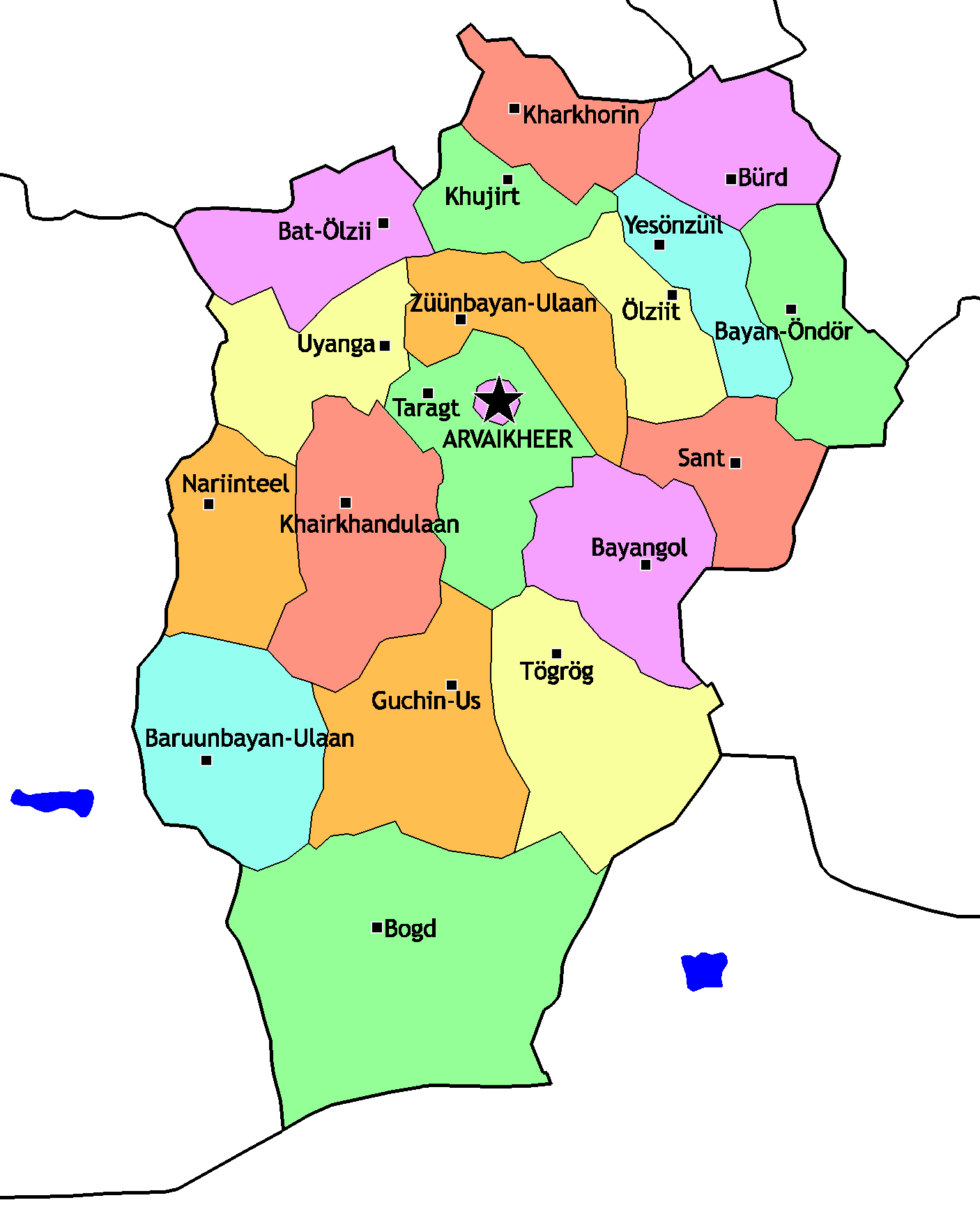
Sums de Övörkhangai

| - Arvaikheer - Baruun Bayan-Ulaan - Bat-Ölzii - Bayan-Öndör - Bayangol - Bogd - Bürd - Guchin-Us - Kharkhorin - Khairkhandulaan | - Khujirt - Nariinteel - Ölziit - Sant - Taragt - Tögrög - Uyanga - Yesönzüil - Züünbayan-Ulaan |